# Berberis vernae
Berberis vernae är en berberisväxtart som beskrevs av Camillo Karl Schneider. Berberis vernae ingår i släktet berberisar, och familjen berberisväxter. Inga underarter finns listade i Catalogue of Life.

## Bildgalleri

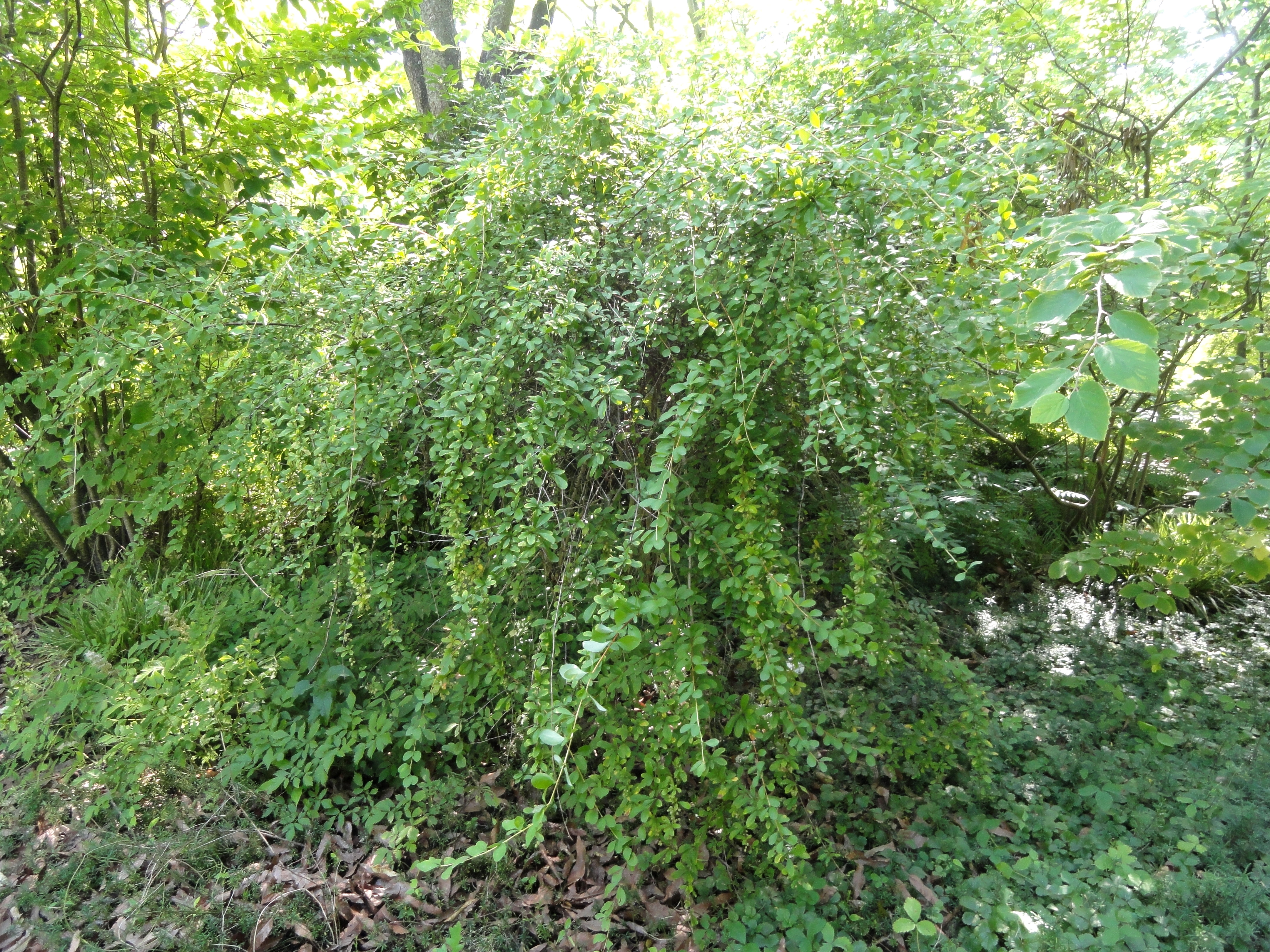
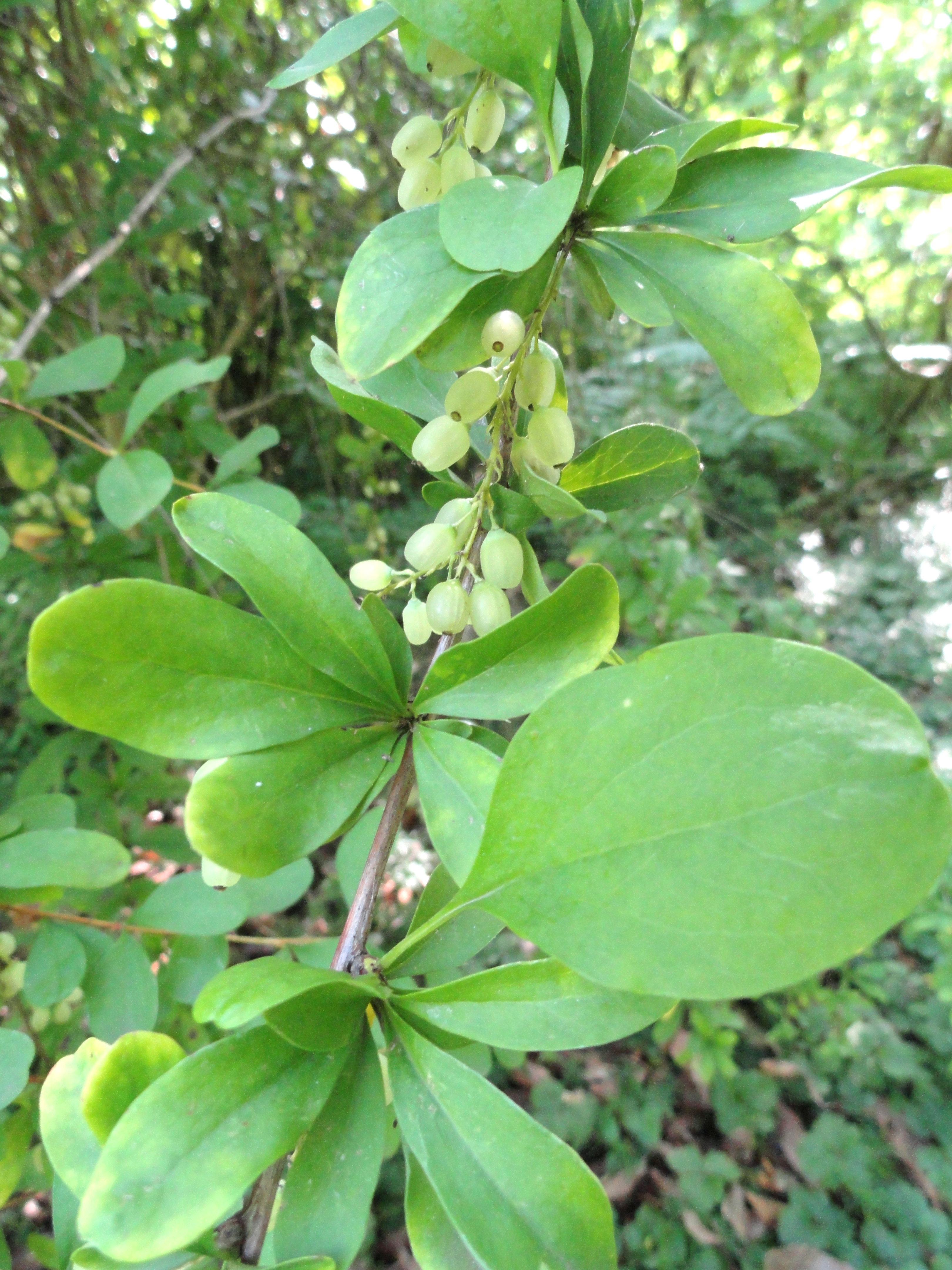
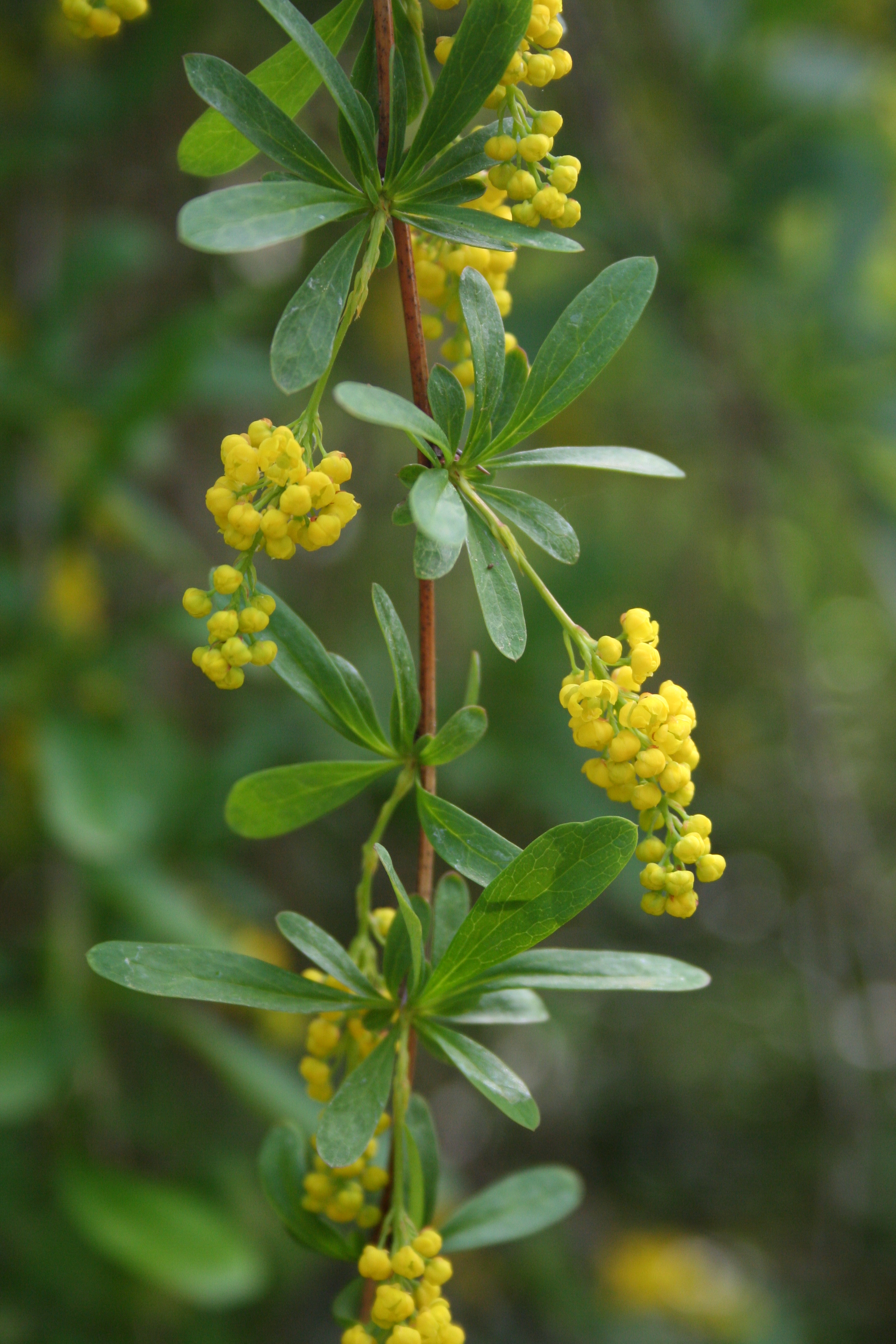